# 尚皮尼厄勒香槟
尚皮尼厄勒香槟（法語：Champigneul-Champagne，法語發音：[ʃɑ̃piɲœl ʃɑ̃paɲ]）是法国马恩省的一个市镇，属于香槟沙隆区。

## 地理
尚皮尼厄勒香槟（48°58'19"N, 4°10'4"E）面积29.66 平方千米，位于法国大東部大區马恩省，该省份为法国东北部内陆省份，北起阿登省，西北接埃纳省，西南接塞纳-马恩省，南至奥布省，东南接上马恩省，东临默兹省。
与尚皮尼厄勒香槟接壤的市镇（或旧市镇、城区）包括：阿蒂斯、马恩河畔欧奈、谢维尔、雅隆、马图格、波康西、圣皮埃尔、蒂比。

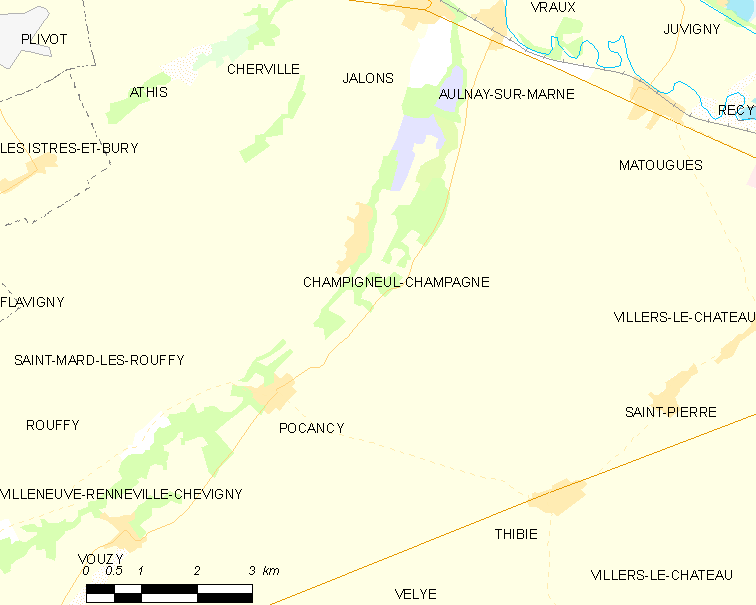
尚皮尼厄勒香槟的OSM定位图

尚皮尼厄勒香槟的时区为UTC+01:00、UTC+02:00（夏令时）。

## 行政
尚皮尼厄勒香槟的邮政编码为51150，INSEE市镇编码为51117。

## 政治
尚皮尼厄勒香槟所属的省级选区为香槟沙隆第二县。

## 人口

1962-2008年间尚皮尼厄勒香槟人口变化图示

尚皮尼厄勒香槟于2022年1月1日时的人口数量为323人。